# Йосеф Вайц
Йозеф Вайц (івр. יוסף ויץ; 1890–1972) — сіоністський активіст, директор Департаменту землі та лісорозведення Єврейського національного фонду. Після 1930 року Вайц відіграв важливу роль у придбанні землі для поселення євреїв у Палестині.

## Молодість
Вайц народився в Бурмелі на Волині (сучасне село Боремель Рівненської області України). Він походив з єврейської родини рабинів і здобув традиційну релігійну освіту. Після закінчення середньої школи він планував навчатися в університеті, але цим планам завадили антиєврейські заворушення 1905 року. Був змушений служити в російській царській армії. Після звільнення з армії його сім'я вирішила емігрувати до Ізраїлю.
У 1908 році разом із сестрою Міріам емігрував до Палестини. Він знайшов роботу двірника та робітника на фермі в Реховоті . У 1911 році він був одним із засновників Союзу сільськогосподарських робітників землі Ізраїл . Він одружився з Рухамою, їхній старший син Раанан народився в 1913 році. Син Єхіам, 1918 року народження, загинув 16 червня 1946 року під час визвольної війни. На його честь був названий кібуц Єхіам. Інший син, Шерон, пішов по стопах батька і пізніше працював у Єврейському національному фонді.

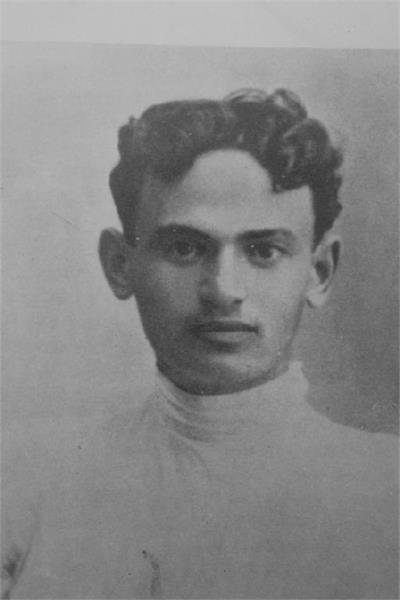
Йозеф Вайц в молодості

## Кар'єра
У 1915 році його призначили бригадиром у мошаві Іланія, який служив дослідною сільськогосподарською станцією в Нижній Галілеї. Він допомагав у розширенні маєтку Явнеель і маєтку Бет-ха-Керем в Єрусалимі.
Вайц став директором Департаменту землі та лісорозведення в Єврейському національному фонді. Впродовж усієї своєї кар'єри він реалізовував своє бачення перетворення Ізраїлю в лісисту державу. У цій спробі його підтримав Давид Бен-Гуріон, який сказав йому, що хоче посадити мільярд дерев за десять років. У 1949 році Вайц запропонував співпрацю Єврейського національного фонду з ізраїльським урядом у цій галузі. Уряд досліджував методи вирощування лісових розсадників, особливо в посушливих районах, і розвивав деревообробну промисловість. Єврейський національний фонд проводив заходи зі зміцнення корінних насаджень, заліснював гірські та пустельні райони, щоб зупинити процес дюноутворення. Вайц розглядав управління лісами як важливу частину національної економіки, яка була важливим джерелом роботи для нових іммігрантів.
Його великим успіхом стала посадка лісу Джатір на півночі пустелі Негев . Вайц описав проєкт так: «Посадка дерев призвела до зникнення пустелі та створення безпечної зони для народу Ізраїлю». Зараз це найбільший лісовий комплекс в Ізраїлі.
Вайц ніколи офіційно не вивчав лісове господарство, але його практичні навички та відданість були відображенням того періоду. У стратегії розвитку насаджень він наголосив на економічних перевагах лісів і важливості алепської сосни як найтвердішої місцевої породи дерев. У результаті протягом двадцяти років деревні насадження Ізраїлю перетворилося майже виключно на сосновий ліс, який незабаром зазнав значних втрат від природних шкідників. Вайц часто конфліктував з активістами зароджуваного в Ізраїлі руху за охорону природи, який засуджував промисловий підхід до лісового господарства. З часом багато поглядів Вайца змінилися.